# Siris (Lucanie)
Pour les articles homonymes, voir Siris.

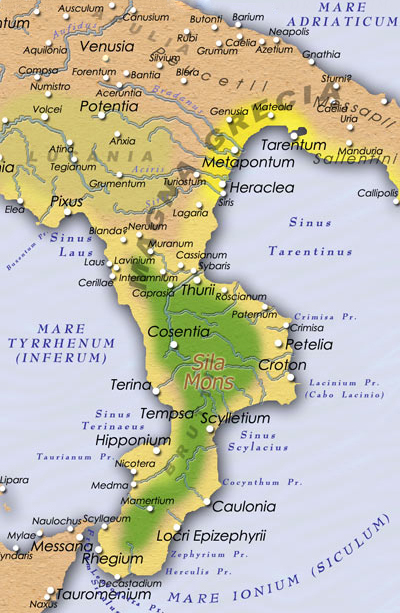
La Grande Grèce en 280 av. J.-C. — Siris se trouve au sud d'Héraclée (Heraclea)

Siris est une ville de l'Italie antique située en Lucanie, sur le sinus Tarentinus (golfe de Tarente), à l'embouchure du fleuve du même nom, dans l'actuelle province de Matera, en Basilicate.
Colonie grecque ionienne de la Grande-Grèce au début du VIIe siècle av. J.-C., elle était très florissante et célèbre par le luxe et les mœurs raffinées de ses habitants. Elle fut en butte aux appétits de Sybaris, Métaponte et Crotone, qui formèrent une ligue achéenne contre elle et la détruisirent vers 540 av. J.-C.
Elle fut relevée dans la suite, un peu plus au nord, après la fondation d'Héraclée, à laquelle elle servit de port, sur un site qui correspond à l'actuelle Policoro.

## Géographie
Elle fut d'abord nommée Leuternia, ensuite Policum, ensuite Siris et enfin Heraclium, car elle ne fut plus regardée que comme le port de la ville d'Héraclée lorsque les Tarentins eurent fondé cette dernière ville. Pline (liv. III, chap xj) se trompe donc, lorsqu'il dit qu'Héraclée fut pendant quelque temps appelée Siris. Toutes deux bâties entre les fleuves Aciris et Siris, Héraclée et Siris étaient respectivement situées la première un peu en amont sur l'Aciris, à quelque distance de la mer, la seconde à l'embouchure du fleuve Siris, dans la contrée d'Italie que l'on nomme Siritide ou Sirenetide, peut-être en raison de la présence à l'époque de « vaches de mer » aujourd'hui totalement disparues de Méditerranée mais dont on trouve des ossements fossiles.

## Histoire
Siris fut fondée vers 680 av. J.-C. par des Grecs provenant de Colophon dans un lieu nommé Semnum sur un territoire situé à la limite de l'actuelle commune de Policoro et celle de Rotondella, dans la province de Matera, en Basilicate. Le mythe prétendait que Siris avait été bâtie par les Troyens et pour étayer cette idée, on y montrait une copie de l'Athéna de Troie (Pallas Athéna). On la montrait encore du temps de Strabon, comme une statue miraculeuse, car elle baissait les yeux pour exprimer l'horreur qu'elle éprouva lorsque les Achéens prirent la ville, sans aucun respect pour son effigie. Plusieurs habitants s'étaient réfugiés auprès de la statue, implorant le droit d'asile qu'ils croyaient inviolable, mais malgré leurs suppliques, les vainqueurs les en arrachèrent violemment pour les réduire en esclavage. La déesse avait depuis lors les yeux fixés sur le sol. Ce n'était pas la première fois qu'un spectacle affreux l'avait obligée à détourner la vue ; elle se conduisit ainsi également dans Troie quand Cassandre fut violée.
Strabon, qui rapporte tous ces faits, les accompagne d'une réflexion judicieuse sur le grand nombre d'images de la même Athéna que l'on prétendait Troyennes. C'est une impudence, dit-il, que d'oser penser, non seulement qu'autrefois une déesse ait pu baisser les yeux sans réagir, mais aussi qu'on puisse prétendre qu'un tel nombre de statues ait pu être apporté de Troie. On s'en vante à Rome, continue-t-il, à Lavinium, à Luceria, à Siris et en divers autres lieux.
Conquise par Sybaris, puis, en 510 av. J.-C., par Métaponte, cette dernière cité eut à cœur de recenser les richesses du temple d'Athéna rassemblées dans le champ de courses.
La cité de Métaponte, fondée par Sybaris, disait vouloir contenir la politique expansionniste de Tarente. En réalité, la présence d'une colonie non achéenne en pleine sphère d'influence de Sybaris ainsi que le renforcement de la population de Siris par des exilés d'Ionie, nuisaient aux intérêts de Sybaris. Une coalition achéenne regroupant Crotone, Métaponte et Sybaris est constituée et rase la cité de Siris à l'issue d'une bataille située entre 570 et 540 : c'est, peut-être, l'origine de la légende locale de l'Athéna aux yeux baissés.
Après la destruction de leur ville, les habitants de Siris se réfugient à Pyxos, sur la côte de la mer Tyrrhénienne, comme l'indique notamment la frappe d'une monnaie dont l'inscription mentionne les 2 peuples ; ΣΙΡΙΝΟΣ ΠΥΧΟΕΣ ("Sirinos Pyxoes").
En l'an 280 av. J.-C., ce fut près de Siris qu'eut lieu la première bataille entre Pyrrhus, roi d'Épire et les Romains.

## Sources
- Hérodote, Histoires [détail des éditions] [lire en ligne], VI, 127 ; VIII, 62.
- Aristote, Politique (lire en ligne), VII, 9, 2.
- Lycophron, Alexandra [détail des éditions] [lire en ligne][réf. à confirmer], 978 et suiv.
- Diodore de Sicile, Bibliothèque historique [détail des éditions] [lire en ligne], XII, 36.
- Justin, Abrégé des Histoires philippiques de Trogue Pompée [détail des éditions] [lire en ligne], XX, 2.
- Athénée, Deipnosophistes [détail des éditions] (lire en ligne), XII, 523.
- Pline l'Ancien, Histoire naturelle [détail des éditions] [lire en ligne], III, xj[Où ?].